# Lennart Gabrielsson
Olof Lennart Gabrielsson född 25 maj 1909 i Umeå landsförsamling, död 5 december 1988 i Söderhamn, Hälsingland, var en svensk industriman. Han var son till Nils Gabrielsson och bror till Erik Gabrielsson.
Efter realexamen 1924 blev Gabrielsson kontorist vid Holmsunds AB 1927, sågverksinspektor 1938, försäljningschef där 1942, disponent 1949, var verkställande direktör 1950–54, direktör vid SCA Holmsundsgruppen 1955–63 samt verkställande direktör vid Bergvik och Ala AB i Söderhamn 1963–77. 
Gabrielsson var nederländsk vicekonsul i Umeå 1947–63 och därefter i Söderhamn. Han var ordförande i Svenska trävaruexportföreningen till 1978. Han var bland annat även vice ordförande i Sveriges skogsindustriförbund, styrelseledamot i Svenska Arbetsgivareföreningen, Sveriges Industriförbund samt Svenska cellulosa- och pappersbruksföreningen. Han var ordförande i Söderhamns Golfklubb 1968–77 (som efterträdare till Lars Dalman).